# Horní Poříčí (Boêmia do Sul)
Horní Poříčí é uma comuna checa localizada na região da Boêmia do Sul, distrito de Strakonice.